# Réal Lemieux
Réal Gaston „Frenchy“ Lemieux (* 3. Januar 1945 in Victoriaville, Québec; † 24. Oktober 1975 in Sorel, Québec) war ein kanadischer Eishockeyspieler, der im Verlauf seiner aktiven Karriere zwischen 1963 und 1974 unter anderem 474 Spiele für die Detroit Red Wings, Los Angeles Kings, New York Rangers und Buffalo Sabres in der National Hockey League (NHL) auf der Position des rechten Flügelstürmers bestritten hat.

## Karriere
Lemieux verbrachte seine Juniorenzeit zwischen 1963 und 1965 in der Ontario Hockey Association (OHA), wo er für die Hamilton Red Wings auflief. Im Verlauf der zwei Jahre sammelte der Stürmer in insgesamt 90 Einsätzen 132 Scorerpunkte. Zuvor hatte er von 1960 an drei Jahre lang für das Juniorenteam Lachine Maroons gespielt. Im Frühjahr 1965 wurde der 20-Jährige dann von den Detroit Red Wings aus der National Hockey League (NHL) unter Vertrag genommen. Die Hamilton Red Wings dienten dem NHL-Franchise zu dieser Zeit als Talentschmiede.
Zu Beginn seiner Profikarriere wurde der Franko-Kanadier am Ende der Saison 1964/65 bei Detroits Farmteam in der Central Professional Hockey League (CPHL), den Memphis Wings, eingesetzt. Dort verbrachte er zwischen 1965 und 1967 insgesamt zwei komplette Spielzeiten, in denen er 136-mal in der CPHL auflief und dabei 104 Scorerpunkte sammelte. Seinen einzigen Einsatz für Detroit absolvierte er dabei im Verlauf der Saison 1966/67. Daher wurde er von Seiten der Red Wings für den NHL Expansion Draft 1967 ungeschützt gelassen, in dem der Nachwuchsspieler folglich von den neu gegründeten Los Angeles Kings ausgewählt wurde. In Diensten der Kalifornier verbrachte Lemieux als Spielmacher in einer Sturmreihe mit Bill Flett und Eddie Joyal zwei gute Jahre mit mindestens 35 Torbeteiligungen, ehe er im Juni 1969 im Tausch für Léon Rochefort und Dennis Hextall zu den New York Rangers transferiert wurde. Für die Rangers absolvierte der Angreifer in der Saison 1969/70 bis zum Februar 1970 allerdings nur 55 Spiele. Gemeinsam mit dem schwedischen Talent Juha Widing kehrte er nach nur acht Monaten zu den Los Angeles Kings zurück, die dafür Ted Irvine nach New York abgaben.
Zurück in Los Angeles fand Lemieux nur schwerlich in den Kader und verbrachte große Teile des Spieljahres 1970/71 im Aufgebot des Farmteams Springfield Kings in der American Hockey League (AHL). Erst ab dem Januar 1971 – und nachdem er in der AHL in 33 Spielen 36-mal gepunktet hatte – erhielt er wieder einen Stammplatz im NHL-Kader, den bis in die Saison 1973/74 sicher hatte. Nachdem er zu Beginn dieser Spielzeit in den ersten 20 Einsätzen für die Kings punktlos geblieben war, wurde er Ende November 1973 gemeinsam mit Gilles Marotte erneut zu den New York Rangers transferiert. Sheldon Kannegiesser, Mike Murphy und Tom Williams vervollständigten mit ihrem Wechsel nach Kalifornien das Transfergeschäft, das somit insgesamt fünf Spieler umfasste.
Allerdings wurde Lemieux auch im zweiten Anlauf bei den „Broadway Blueshirts“ nicht heimisch und so wurde er nach lediglich sieben bestrittenen Spielen für New York im Januar 1974 erneut transferiert. Innerhalb des Bundesstaates New York wechselte er im Tausch für Paul Curtis zu den Buffalo Sabres. Im Trikot der Sabres absolvierte der Offensivspieler bis zum Saisonende seine letzten elf NHL-Spiele. Nachdem Buffalo über die Saison hinaus keine Verwendung mehr für ihn hatte und ihn aus dem Kader strich, beendete der Kanadier vor dem Beginn der Saison 1974/75 29-jährig seine Karriere als Aktiver.
Er verstarb nur etwas mehr als ein Jahr nach seinem Karriereende im Oktober 1975 im Alter von 30 Jahren an den Folgen einer Hirnblutung in Sorel in seiner Heimatprovinz Québec.

## Karrierestatistik
(Legende zur Spielerstatistik: Sp oder GP = absolvierte Spiele; T oder G = erzielte Tore; V oder A = erzielte Assists; Pkt oder Pts = erzielte Scorerpunkte; SM oder PIM = erhaltene Strafminuten; +/− = Plus/Minus-Bilanz; PP = erzielte Überzahltore; SH = erzielte Unterzahltore; GW = erzielte Siegtore; 1 Play-downs/Relegation; Kursiv: Statistik nicht vollständig)